# Sepetyivka

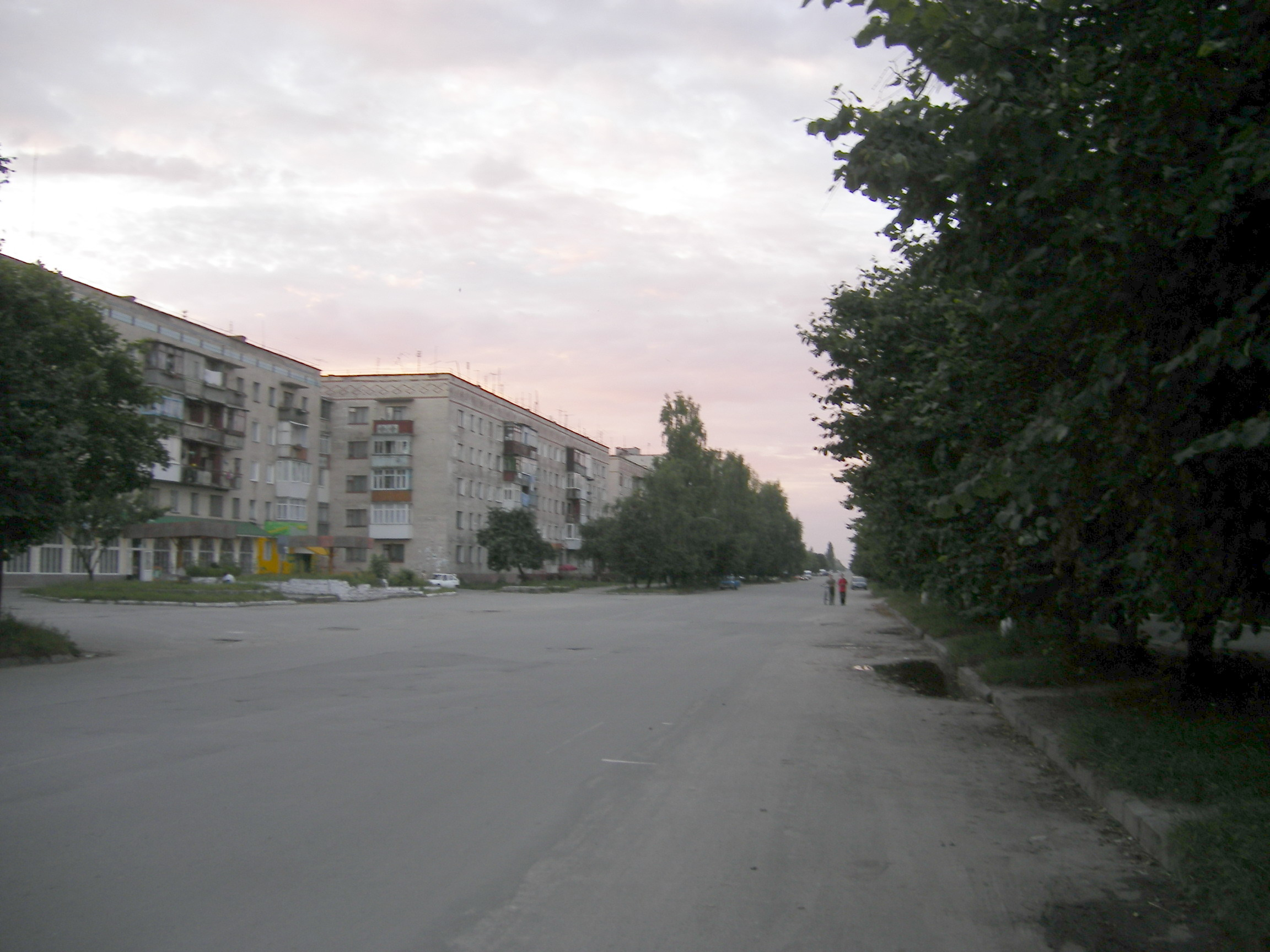
Sepetyivkai utcakép

Sepetyivka (ukránul: Шепетівка, lengyelül: Szepietowka) területi jelentőségű jogú város Ukrajna Hmelnickiji területének északi részén, a Sepetyivkai járás és Sepetyivka község székhelye. Jelentős vasúti csomópont, Hmelnickijtől 105 km-re északra fekszik a Szkripivka partján. A 2001-es népszámláláskor 48,2 ezer lakosa volt. A várostól északra kiterjedt erdőségek húzódnak.

## Történelem
Első írásos említése 1594-ből származik. Gyors fejlődésnek indult 1873, a vasút megépítése után. A polgárháború idején (1918–1920) számos alkalommal cserélt gazdát, a németek és a nacionalista ukrán erők ellen kommunista partizántevékenység folyt. 1923-ban városssá nyilvánították és járási székhely lett. 1974-ben 42 ezer lakosa volt.

## Gazdaság
A város sokoldalú iparral rendelkezik, legfontosabbak az élelmiszeripar (cukorgyár, húskombinát), a bútorgyártás és a mezőgazdasági gépgyártás (traktoralkatrészek).
Sepetyivka Nyugat-Ukrajna fontos közlekedési gócpontja, vasútvonalai 5 irányba (Zdolbunyiv, Ternopil, Hmelnickij, Berdicsiv, Novohrad-Volinszkij) ágaznak el, érinti az M21-es országos főút (Rivne – Hmelnickij között).

## Nevezetességek
Itt született és élt sokáig Nyikolaj Osztrovszkij szovjet-orosz író, akinek egyik legismertebb műve, Az acélt megedzik is a polgárháború korának Sepetovkájában játszódik. Az ő emlékének szentelt irodalmi múzeum található a városban.
1. ↑  Ukrán Statisztikai Hivatal: Чисельність наявного населення України на 1 січня 2022 року. Number of Present Population of Ukraine, as of January 1, 2022